# برنیس ابوت
برنیس ابوت ‏(به انگلیسی: Berenice Abbott)‏ (۱۷ ژوئیه ۱۸۹۸ - ۹ دسامبر ۱۹۹۱) عکاس آمریکایی بود.

## زندگی
ابوت کودکی خود را در کلمبوس و کلیولند گذراند. در سال ۱۹۱۷ وارد دانشگاه اوهایو شد و پس از یک سال به نیویورک رفت. در سال ۱۹۲۱ به فرانسه رفت. در دو سال اول زندگی در پاریس، مجسمه‌سازی و نقاشی آموخت. در سال ۱۹۲۳ با من ری هنرمند دادائیست متولد آمریکا آشنا شد که به دنبال یک دستیار برای عکاسی بود.
ابوت در سال ۱۹۲۶ اولین نمایشگاه انفرادی خود را برگزار کرد. در سال ۱۹۲۹ مسافرت کوتاهی به نیویورک داشت اما با دیدن دگرگونی سریع شهر تصمیم گرفت در آنجا ماندگار شود.

## آثار
دوران عکاسی ابوت به‌طور به سه دورهٔ عکاسی پرتره، عکاسی از نیویورک و عکاسی علمی تقسیم می‌شود.

### نیویورک

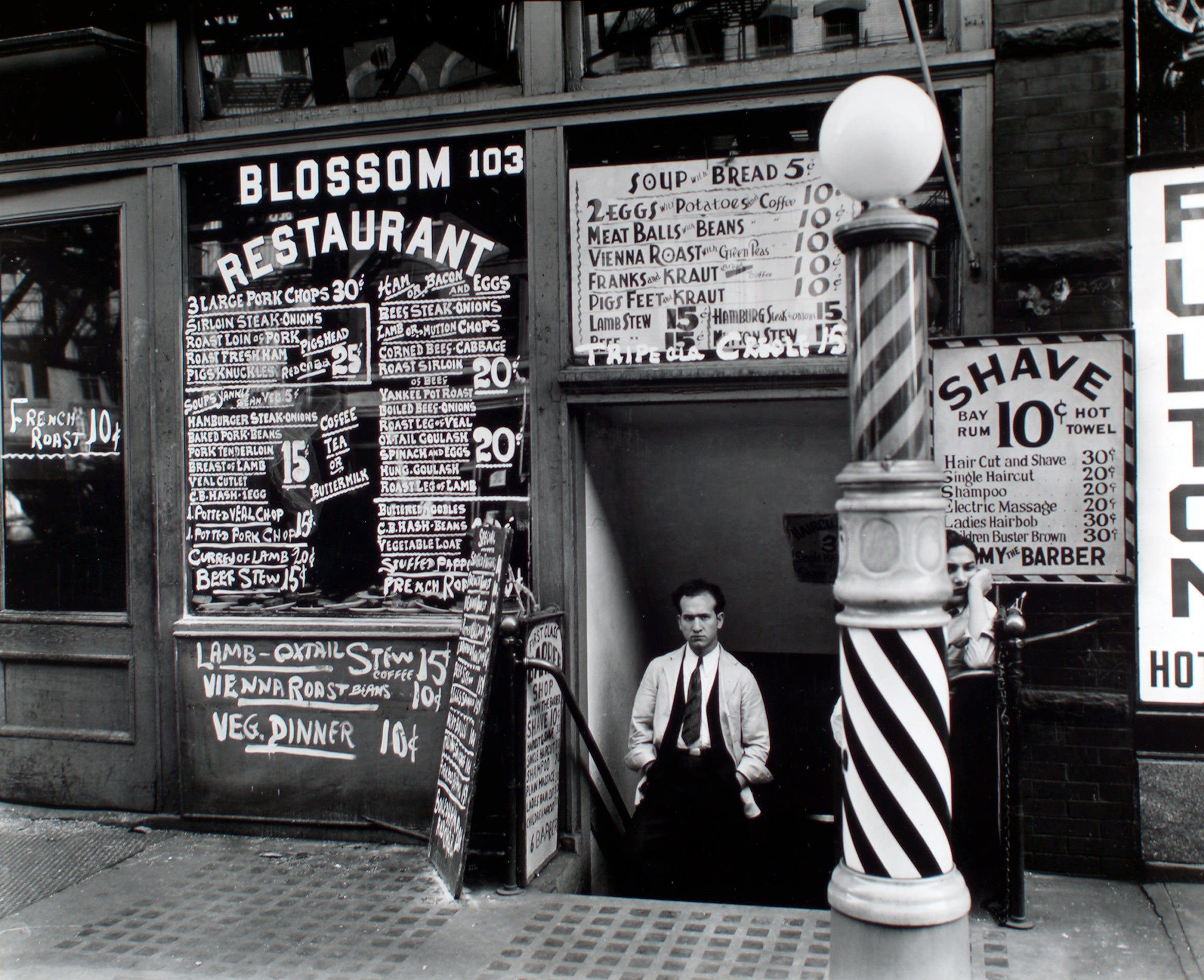
رستوران Blossom، منهتن، نیویورک ۱۹۳۵ (از پروژهٔ نیویورک در تحول)

در سال ۱۹۳۰ ابوت از ساخت مرکز روکفلر و پل جرج واشینگتن سمبل‌های نیویورک قرن بیستم عکس‌برداری کرد. عکس‌های پل اولین عکس‌های چاپ‌شدهٔ ابوت از نیویورک بودند که در شماره می ۱۹۳۰ آرشیتکچورال رکورد به چاپ رسیدند.
در سال ۱۹۳۵ طرح ابوت با نام «نیویورک در حال تحول» از سوی پروژهٔ هنر فدرال پذیرفته شد. این پروژه با ۳۰۲ عکس در سال ۱۹۳۹ به پایان رسید.
پس از پایان پروژه، ابوت عکس‌های خود را در کتابی تحت عنوان نیویورک در تحول منتشر کرد. عکس‌های این مجوعه سبک سرراست اما پویای ابوت را با کنتراست قوی و زاویه‌های دراماتیک نشان می‌دهند.

### نگارخانه

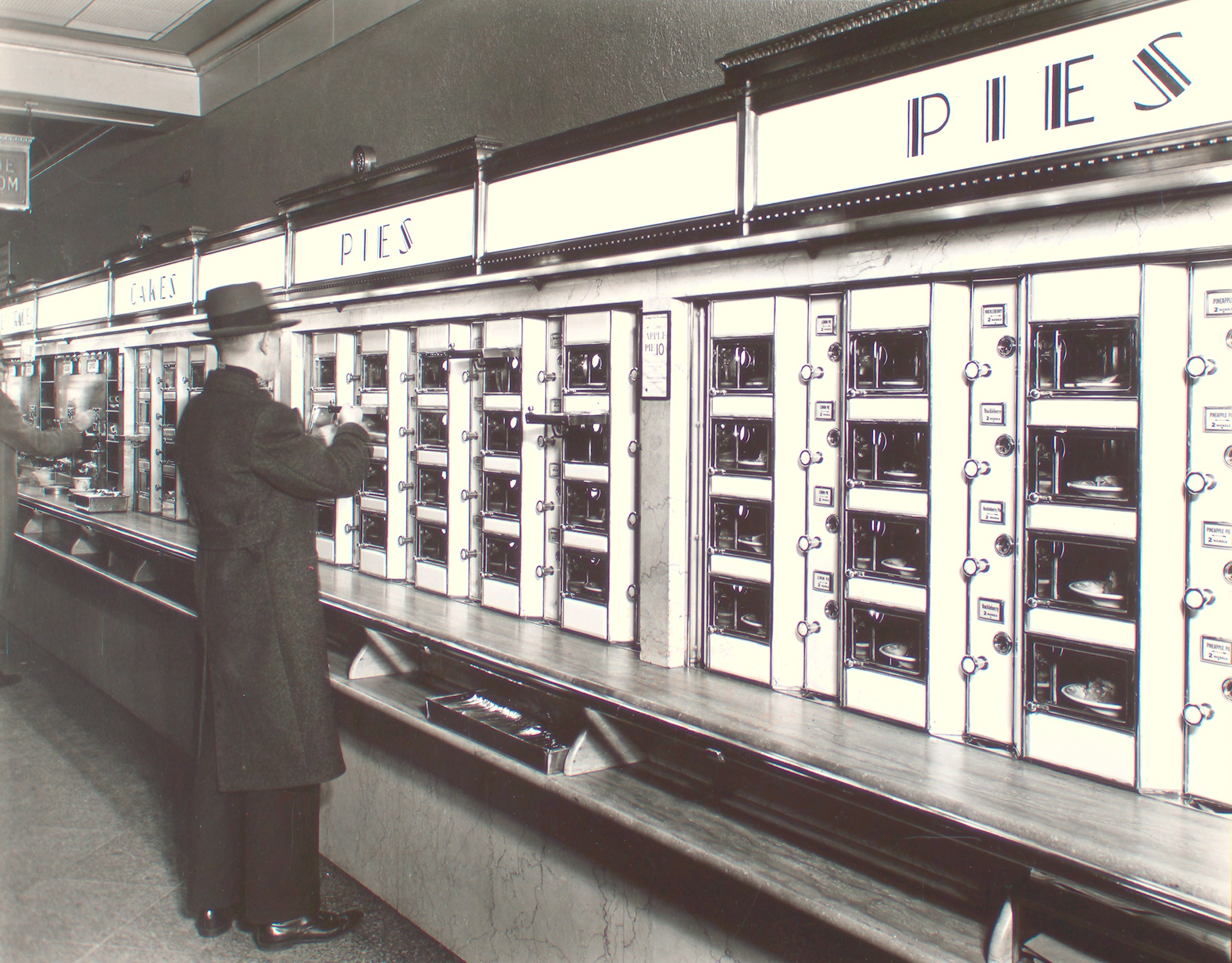
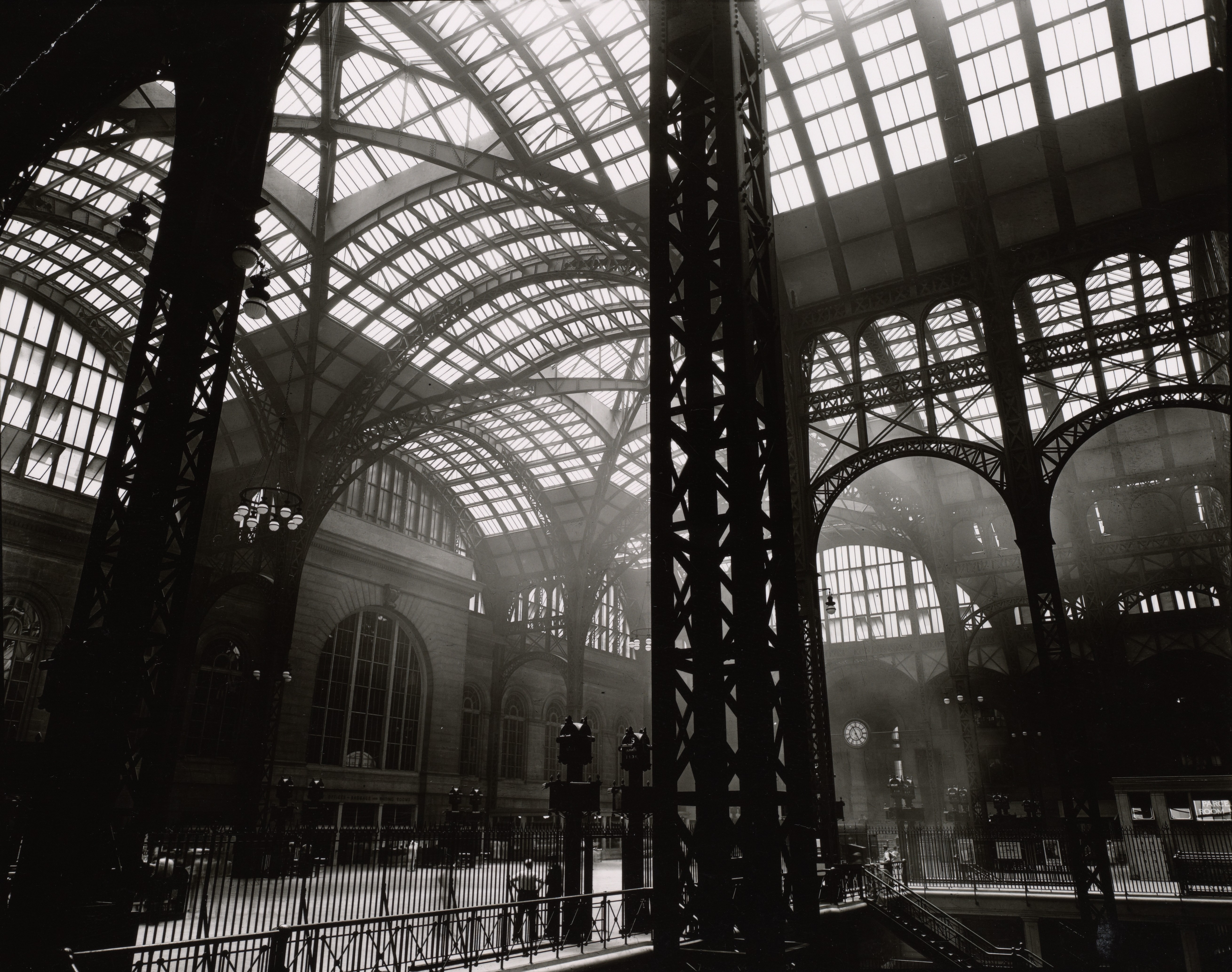
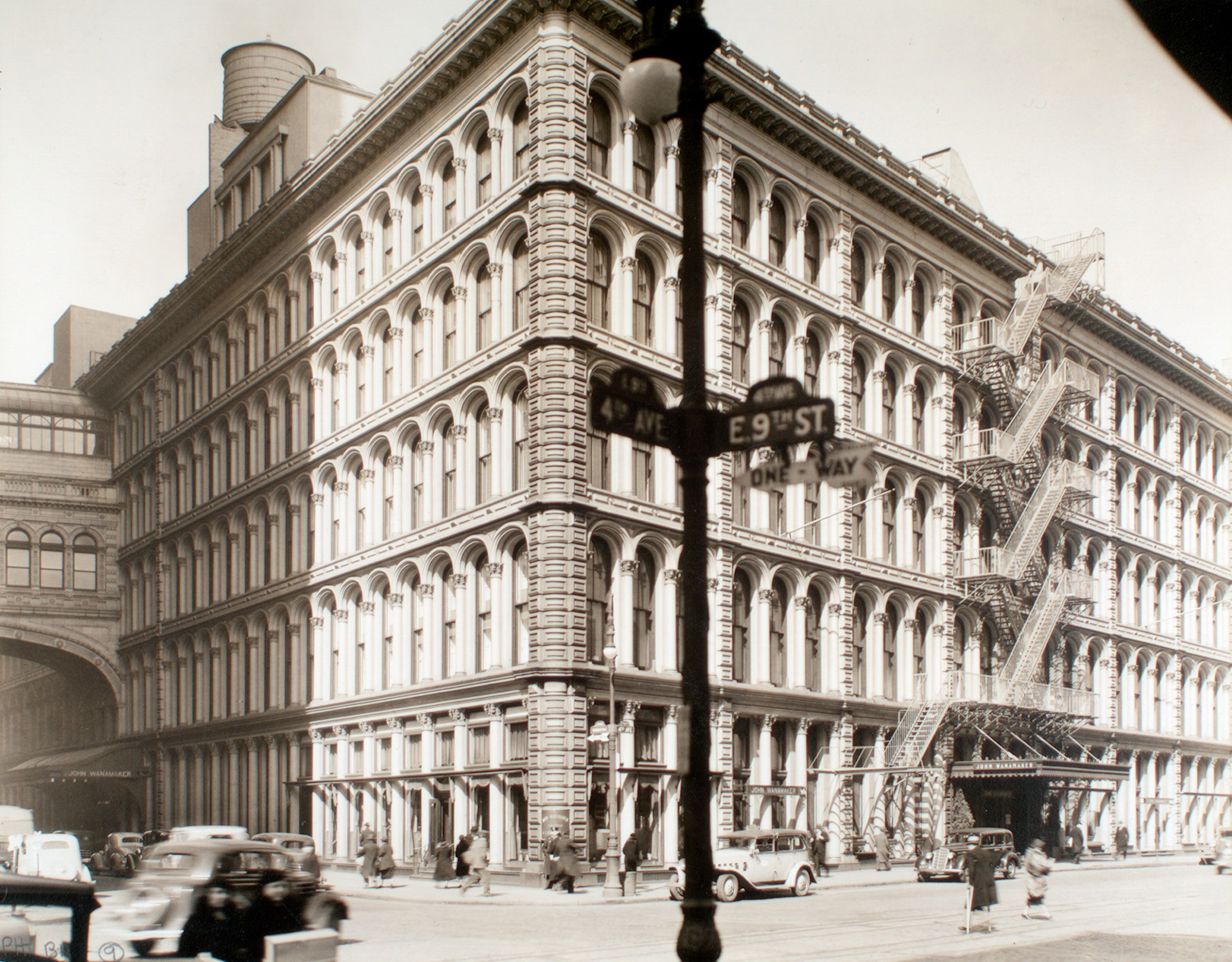
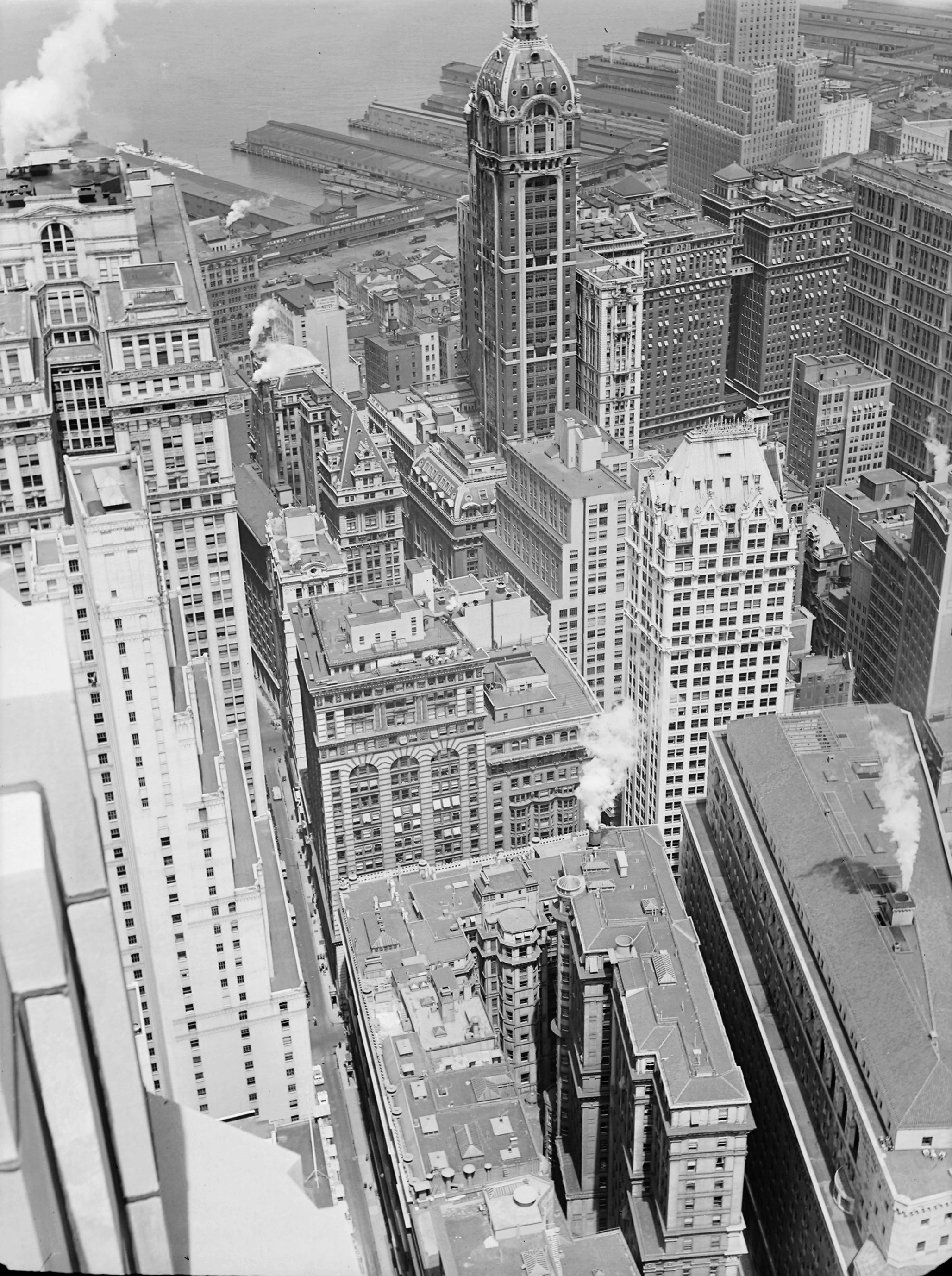
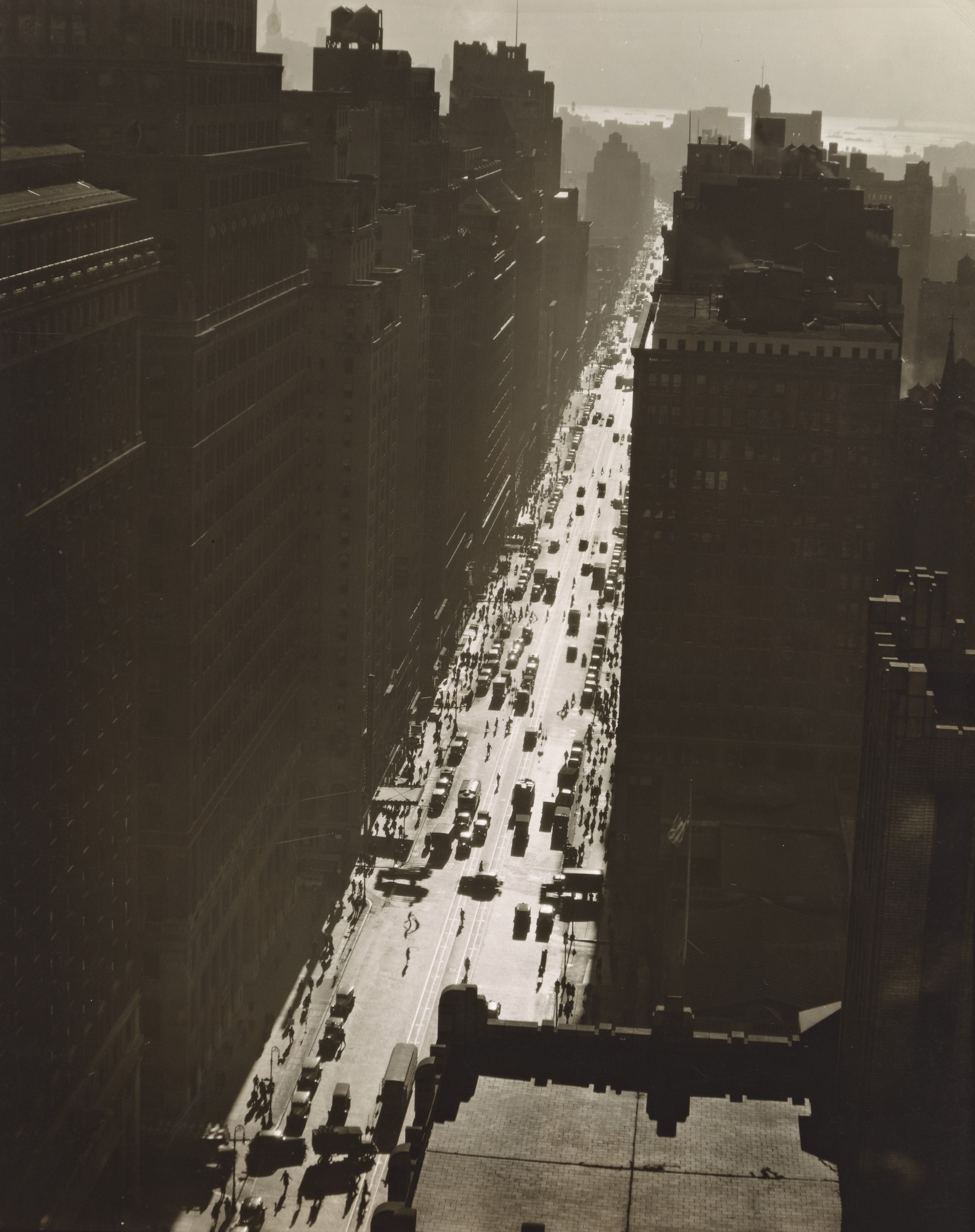
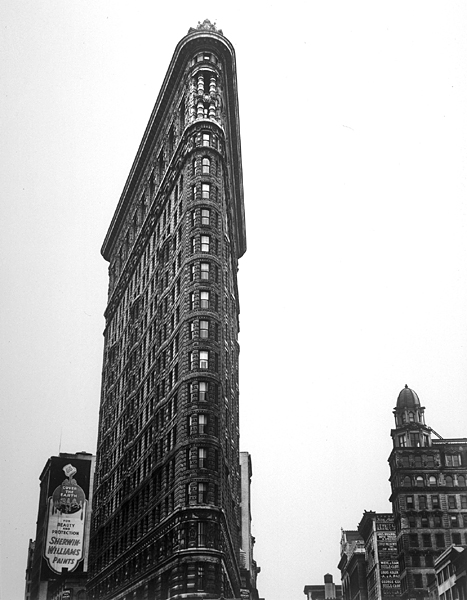
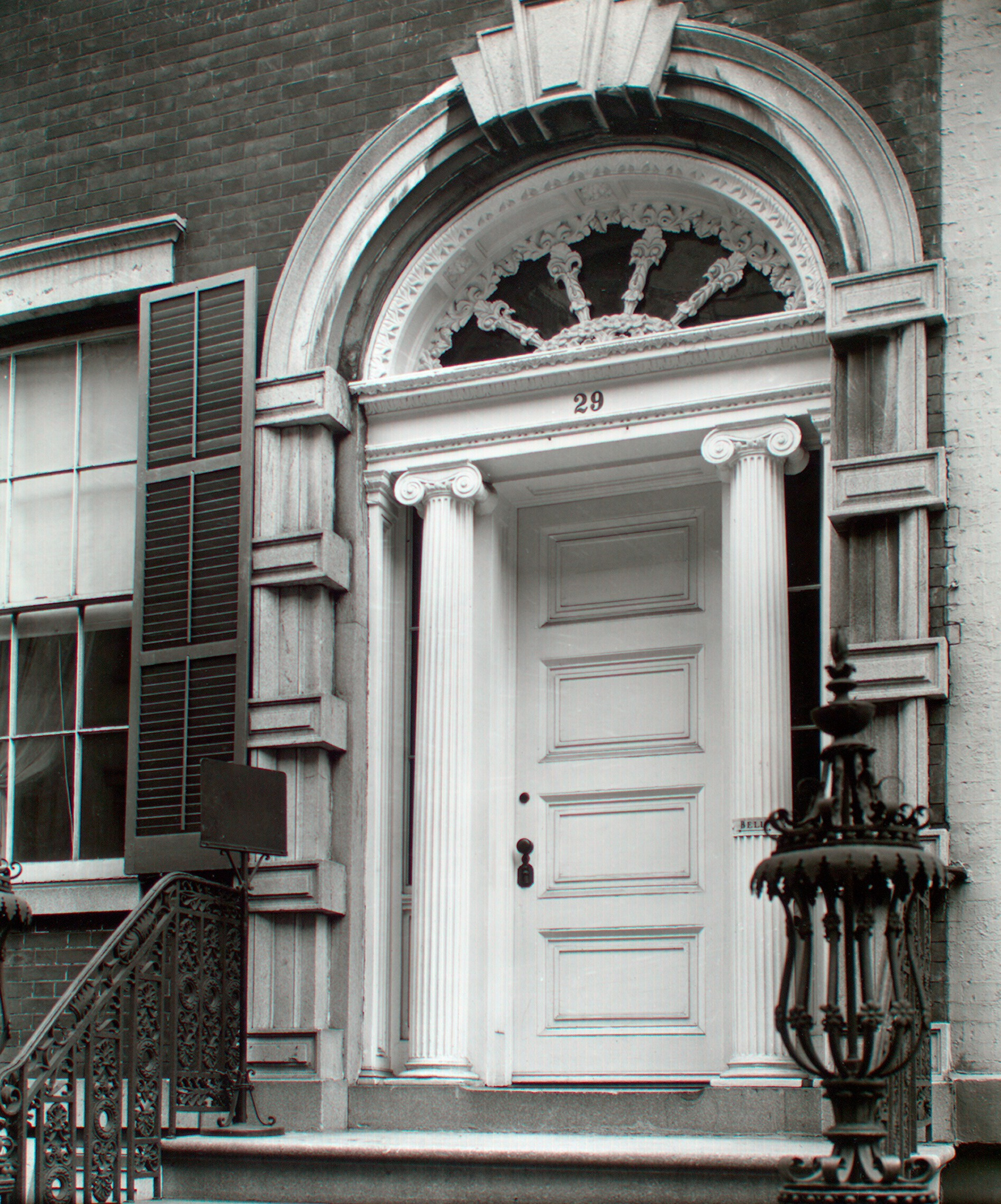
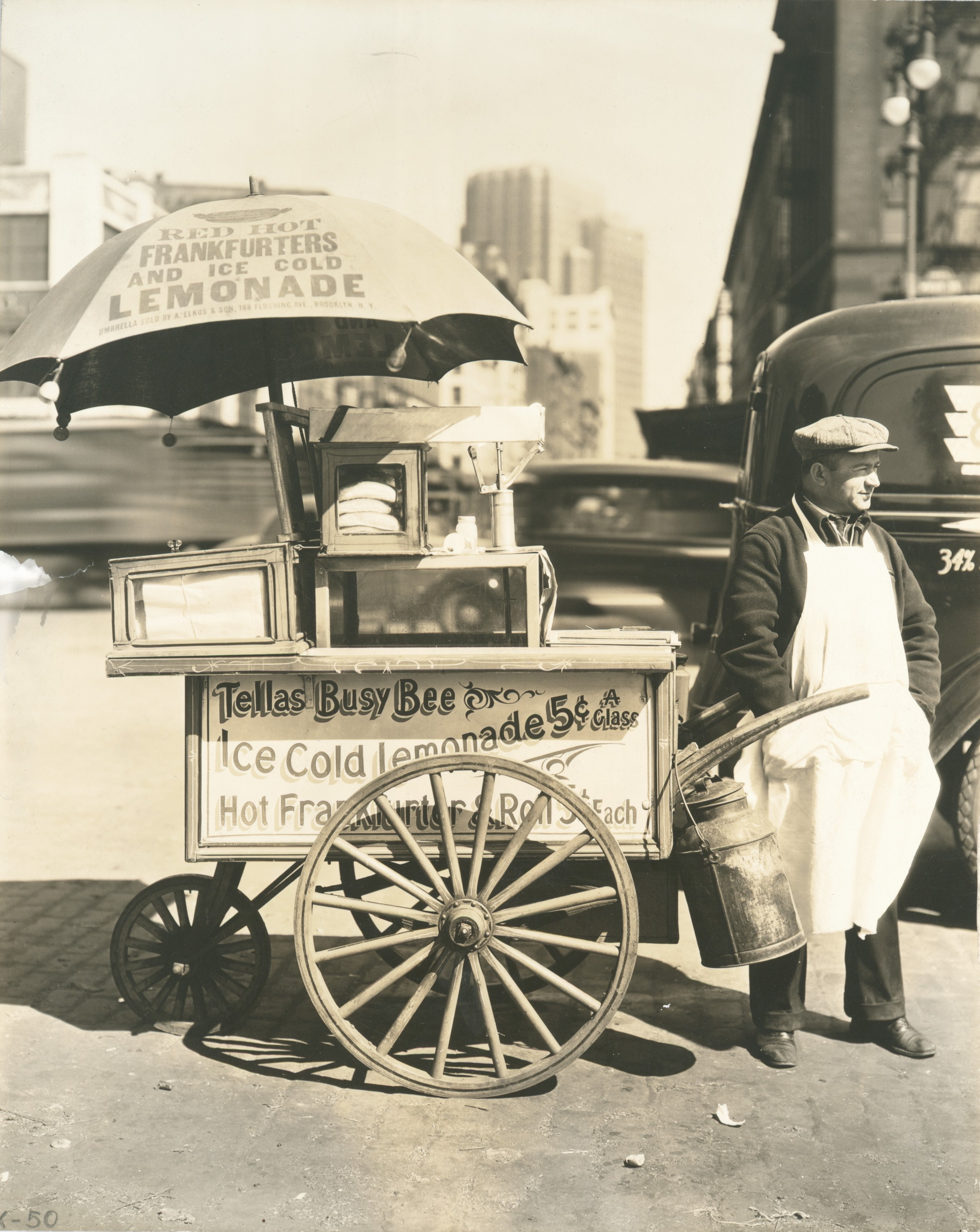
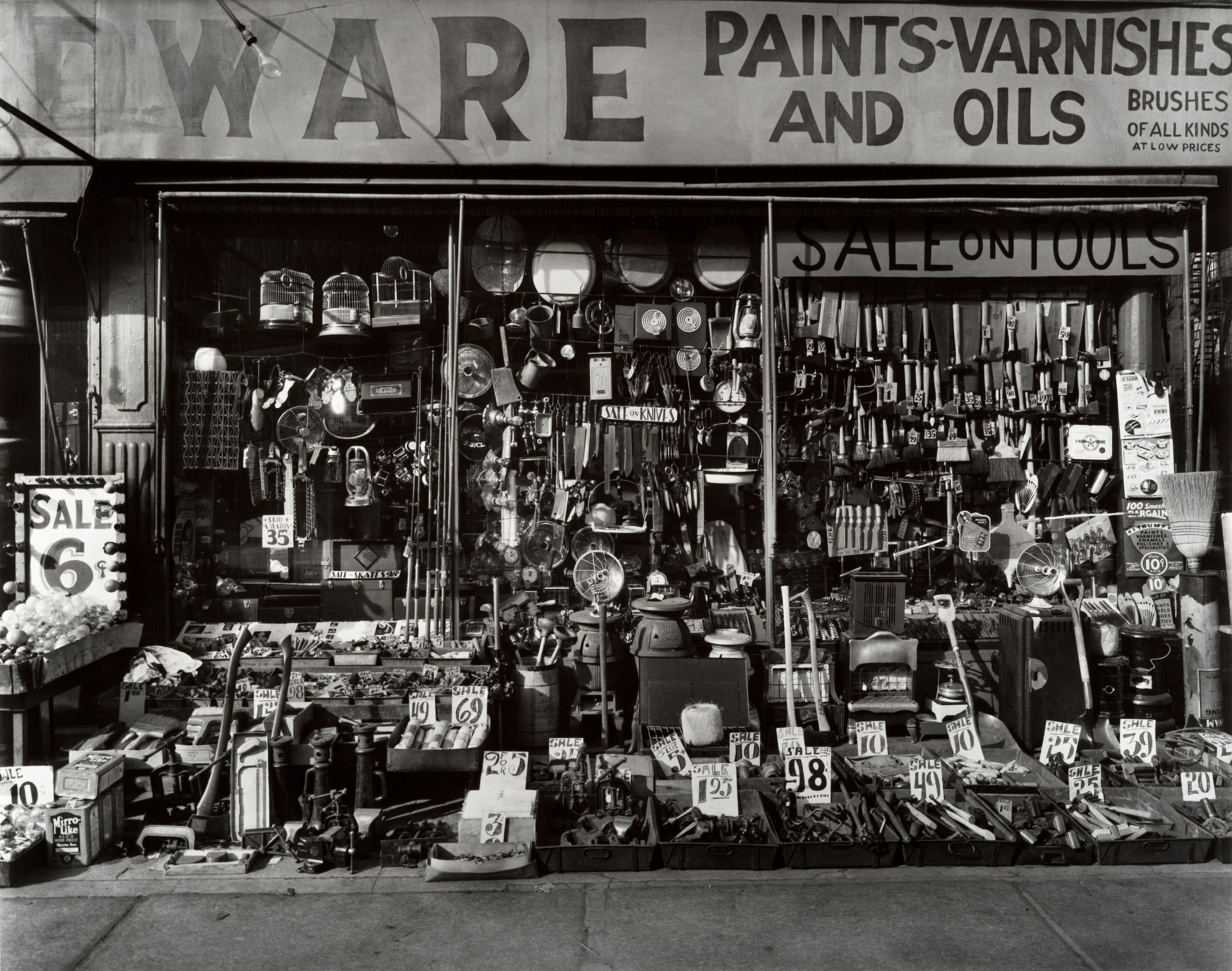
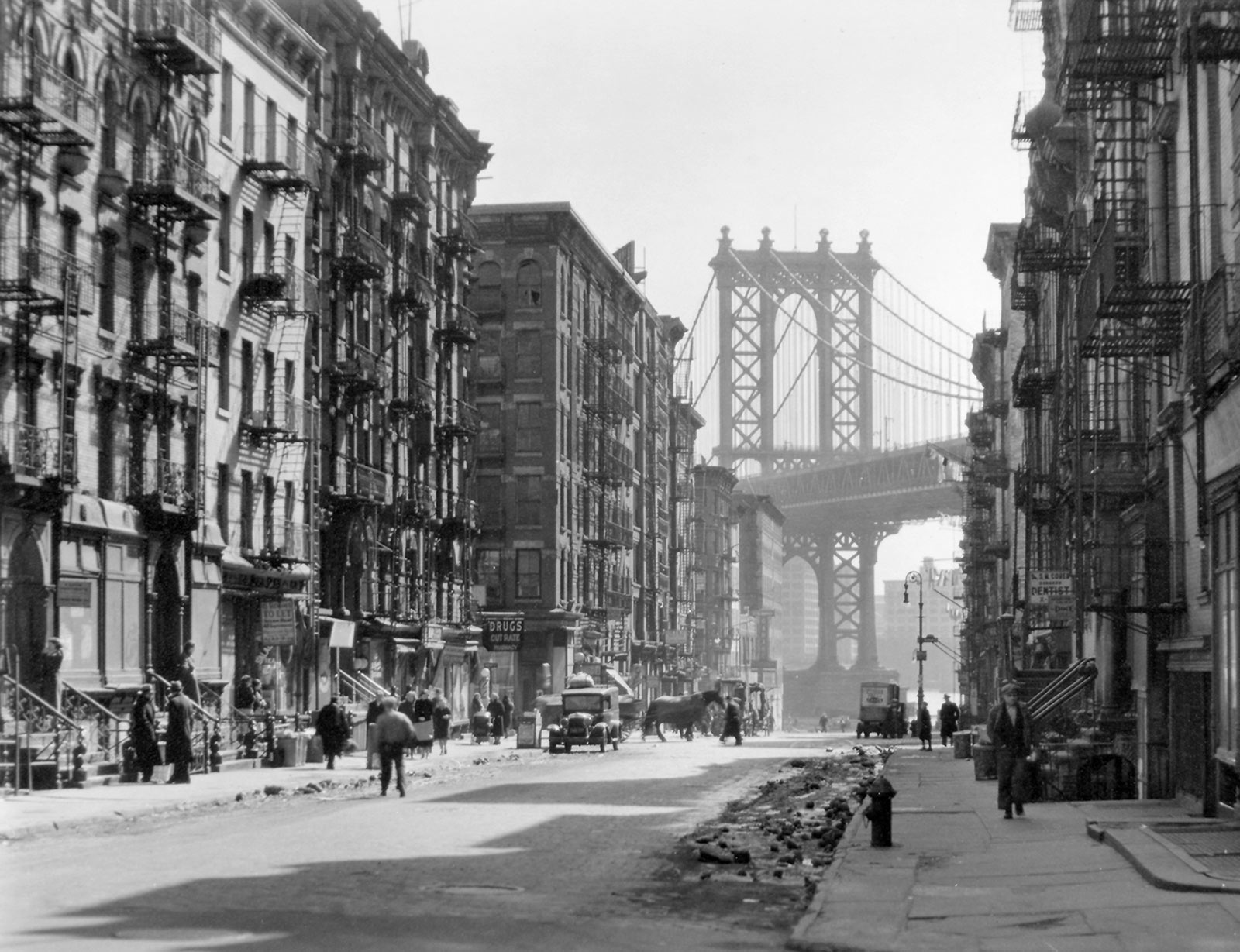
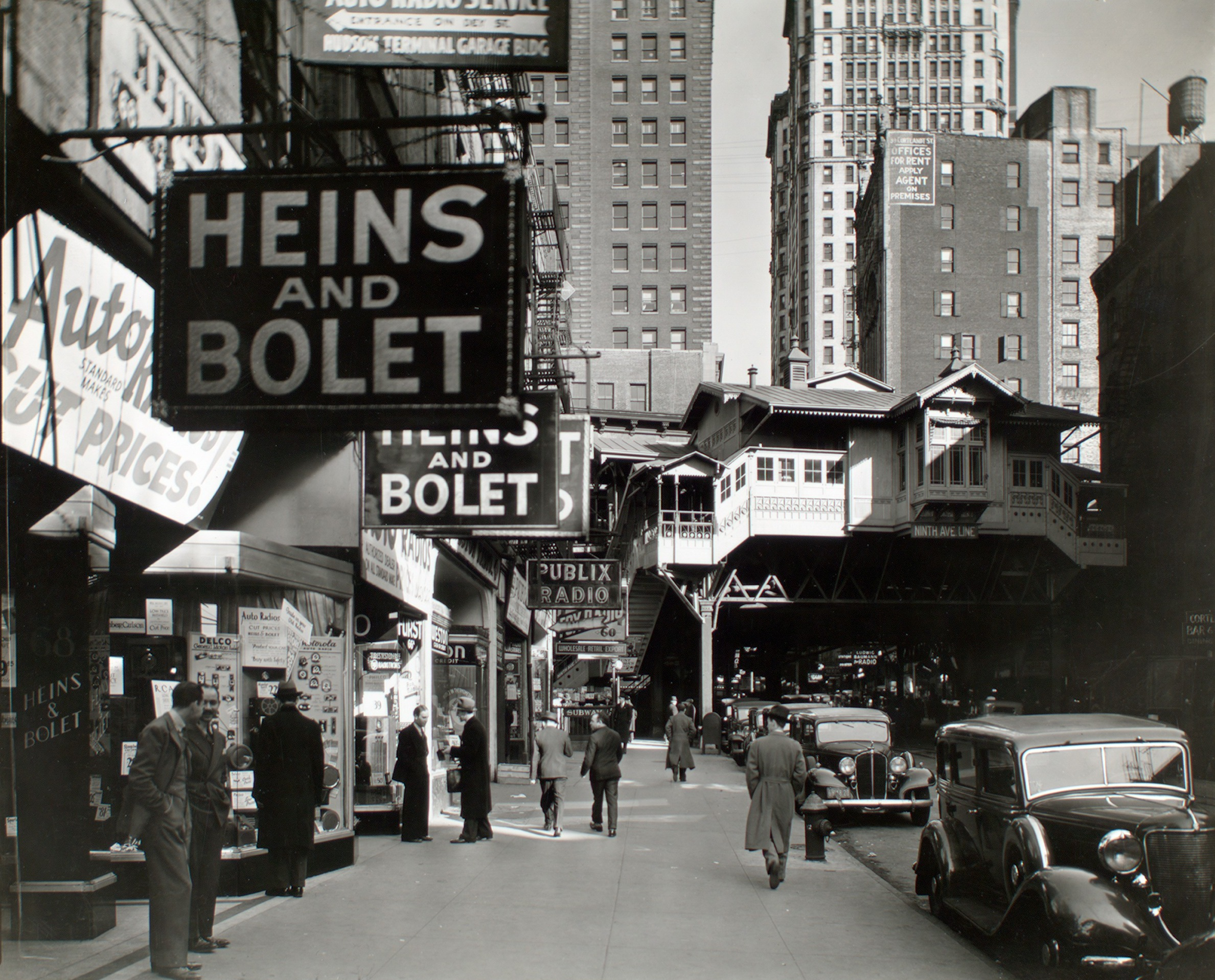

## جوایز و افتخارات
- ۱۹۷۱ - دکتری افتخاری از دانشگاه مین
- ۱۹۷۳ - دکتری افتخاری از کالج اسمیت[۹]
- ۱۹۸۱ - جایزه انجمن بین‌المللی فروشندگان عکس هنری برای مشارکت ممتاز در زمینه عکاسی
- ۱۹۸۶ - دکتری افتخاری از دانشگاه ایالتی اوهایو[۱۰]
- ۱۹۸۷ - اولین جایزه بین‌المللی عکاسی اریک
- ۱۹۸۸ - نشان هنر و ادبیات - جمهوری فرانسه[۱۱]

## نمایشگاه‌ها

### انفرادی
- 1926 Portraits Photographiques; Au Sacre du Printemps; Paris, France
- 1932 Berenice Abbott: Portraits; Julien Levy Gallery; New York, New York
- 1934 Photographs for Henry-Russell Hitchcock’s Urban Vernacular of the Forties, Fifties and Sixties; Yale University, New Haven, Connecticut, and traveling
- 1934 Photographs of New York City; Museum of the City of New York; New York, New York
- 1937 Changing New York—125 Photographs; Museum of the City of New York; New York, New York
- 1947 Galerie de l’Epoque; Paris, France
- 1950 Akron Art Institute; Akron, Ohio
- 1951 Art Institute of Chicago; Chicago, Illinois
- 1953 San Francisco Museum of Modern Art; San Francisco, California
- 1959 Science Photographs; New School for Social Research; New York, New York
- 1960 Science Photographs; Smithsonian Institution; Washington D.C. and traveling
- 1970 Berenice Abbott: Photographs; Museum of Modern Art; New York, New York
- 1973 Witkin Gallery; New York, New York, and traveling
- 1976 Berenice Abbott; Marlborough Gallery; New York, New York
- 1977 Treat Gallery; Lewiston, Maine
- 1979 Berenice Abbott: The Red River Photographs; Fine Arts Work Center; Provincetown, Massachusetts
- 1980 Berenice Abbott: Documentary Photographs of the
- 1930s; The New Gallery of Contemporary Art; Cleveland, Ohio
- 1982 Berenice Abbott: The 20s and 30s; Smithsonian Institution; Washington, D.C. , and traveling
- 1989 Berenice Abbott, Photographer: A Modern Vision; New York Public Library; New York, New York
- 1996 Berenice Abbott: Portraits, New York Views and Science Photographs; International Center of Photography; New York, New York
- 1997 Berenice Abbott: Changing New York, the Complete WPA Project; The Museum of the City of New York; New York, New York

### گروهی
- 1928 Film und Foto; Deutsche Werkbund; Stuttgart, Germany
- 1928 Avant-Garde; Salon des Inde´ pendants; Paris, France
- 1932 Murals and Photomurals; Museum of Modern Art; New York, Brooklyn Museum; Brooklyn, New York
- 1932 Philadelphia International Salon of Photography; Ayer Galleries; Philadelphia, Pennsylvania; Albright Art Gallery; Buffalo, New York
- 1940 Pageant of Photography; Golden Gate Exposition; San Francisco, California
- 1969 Women, Cameras and Images III; Smithsonian Institution; Washington, D.C.